# Kōichirō Matsuura
Kōichirō Matsuura (jap. 松浦 晃一郎 Matsuura Kōichirō; ur. 29 września 1937 w Tokio) – japoński dyplomata, w latach 1999–2009 dyrektor generalny UNESCO, autor wielu publikacji.

## Życiorys
Studiował początkowo prawo na Uniwersytecie Tokijskim, ale przerwał naukę, rozpoczynając pracę w Ministerstwie Spraw Zagranicznych. W 1961 ukończył studia na Wydziale Ekonomii w Haverford College, w Stanach Zjednoczonych.
Rozpoczął karierę dyplomaty w 1959. Był m.in. konsulem generalnym w Hongkongu, dyrektorem generalnym Biura Współpracy Ekonomicznej, a następnie dyrektorem generalnym Biura ds. Ameryki Północnej japońskiego MSZ. W randze wiceministra ds. ekonomicznych pełnił funkcję emisariusza rządu Japonii na Szczycie G7 w Neapolu w 1994. W latach 1994–1999 był ambasadorem we Francji z jednoczesną akredytacją w Andorze i Dżibuti.
12 listopada 1999 został wybrany na dyrektora generalnego UNESCO i ponownie, na drugą kadencję, w 2005.  W 2009 na tym stanowisku zastąpiła go Irina Bokowa. Otrzymał tytuł doktora honoris causa kilku uczelni zagranicznych.

## Odznaczenia
- Wielka Wstęga Orderu Świętego Skarbu (2014)[6]
- Krzyż Wielki Orderu Wielkiego Księcia Giedymina (Litwa, 2001)[7]
- Krzyż Komandorski z Gwiazdą Orderu Zasługi (cywilny) (Węgry, 2002)
- Order „Danaker” (Kirgistan, 2002)[8]
- Krzyż Wielki Orderu Zasługi (Rumunia, 2002)[9]
- Order Stara Płanina I klasy (Bułgaria, 2003)[10]
- Order Şöhrət (Azerbejdżan, 2005)[11]
- Krzyż Wielki Orderu Infanta Henryka (Portugalia, 2005)[12]
- Wielki Oficer Orderu Rubéna Dario (Nikaragua, 2006)[13]
- Order Księcia Jarosława Mądrego II klasy (Ukraina, 2006)[14]
- Order Księcia Branimira (Chorwacja, 2006)[15]
- Order Gwiazdy Polarnej (Jakucja, Rosja, 2006)[16]
- Wielki Oficer Orderu Zasługi Cywilnej Miasta Bogota (Bogota, Kolumbia, 2007)[17]
- Order Przyjaźni (Rosja, 2007)[18]
- Krzyż Wielki Orderu Wiernej Służby (Rumunia, 2007)[9]
- Komandor Orderu Świętego Karola (Monako, 2009)[19]
- Medal Jubileuszu 100 Lat Służby Dyplomatycznej Azerbejdżanu (1919–2019) (Azerbejdżan, 2020)[20][21]
- Wielki Oficer Legii Honorowej (Francja)[22]